# L'Évasion de Baruch
Pour plus de détails, voir Fiche technique et Distribution.
L'Évasion de Baruch (Das alte Gesetz) est un film allemand réalisé par Ewald André Dupont, sorti en 1923.

## Synopsis
En 1860, un jeune juif originaire de Galicie souhaite jouer au théâtre contre l'avis de son père et de ses proches.

## Fiche technique
- Titre : L'Évasion de Baruch
- Titre original : Das alte Gesetz
- Réalisation : Ewald André Dupont
- Scénario : Paul Reno (de) et Heinrich Laube
- Photographie : Theodor Sparkuhl
- Pays d'origine : République de Weimar
- Format : Noir et blanc - 1,33:1 - Film muet
- Genre : drame
- Date de sortie : 1923

## Distribution
- Henny Porten : Archiduchesse Elisabeth Theresia
- Ruth Weyher (en) : Hofdame
- Hermann Vallentin : Heinrich Laube
- Avrom Morewski (de) : Rabbin Mayer
- Ernst Deutsch : Baruch
- Grete Berger : sa mère
- Robert Garrison (en) : Ruben Pick
- Fritz Richard : Nathan
- Margarete Schlegel : Esther
- Jakob Tiedtke : Metteur en scène
- Julius Brandt : un vieux comédien
- Wolfgang Zilzer : Page